# Università di Bacău Vasile Alecsandri
L'Università "Vasile Alecsandri" o anche semplicemente Università di Bacău (in rumeno Universitatea din Bacău) è un'università statale della città di Bacău, in Romania.

## Storia
L'ateneo è stato fondato nel 1961, con insegnamento pedagogico.

## Facoltà
L'università è organizzata nelle seguenti cinque facoltà:
- Ingegneria
- Lettere
- Scienze
- Scienze economiche
- Scienze motorie, sport e della salute